# Geórgios Kunturiótis
Geórgios Kunturiótis (em grego: Γεώργιος Κουντουριώτης Hidra, 1782 — Hidra, 13 de março de 1858) foi um político da Grécia. Ocupou o cargo de primeiro-ministro da Grécia entre 19 de Março de 1848 a 27 de Outubro de 1848.